# Demo (nhạc)

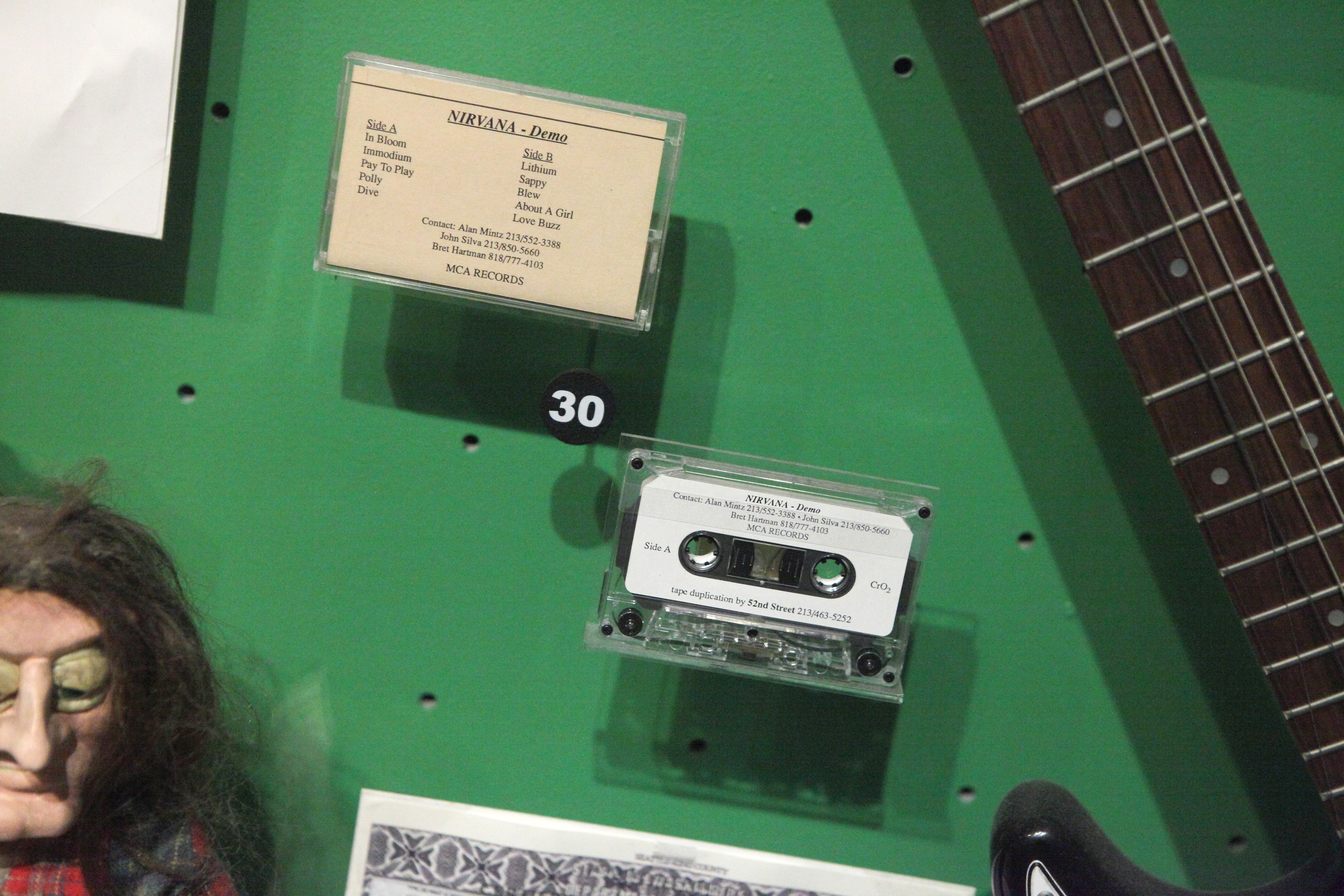
Hai bản demo của ban nhạc Nirvana được trung bày tại Đại sảnh Danh vọng Rock and Roll.

Một bản demo hay thu thử của một bài hát (viết tắt của từ "demonstration" - "thử nghiệm") là một bản thu âm để tham khảo hơn là để phát hành. Demo là một cách để nhạc sĩ mường tượng ý tưởng của họ gần đúng nhất trên băng hay đĩa và làm ví dụ cho các hãng thu âm, nhà sản xuất hoặc các ca sĩ khác. Nhạc sĩ thường dùng demo như một bản phác thảo nhanh để chia sẻ với người cùng nhóm hay người soạn nhạc; trường hợp khác một người sáng tác nhạc có thể làm demo để gửi cho ca sĩ với hy vọng bài hát được thu âm một cách chuyên nghiệp, hay một nhà phát hành nhạc cần một bản thu âm đơn giản để phát hành hay vì mục đích bản quyền.
Nhiều ban nhạc và ca sĩ chưa có hợp đồng sẽ thu âm demo để sở hữu một hợp đồng thu âm. Những bản demo này thường được gửi cho hãng thu âm để ca sĩ ký được giấy tờ với hãng và cho phép họ thu âm một album hoàn chỉnh trong một studio thu âm chuyên nghiệp. Dù sao, những hãng thu âm lớn thường từ chối những bản demo tự nguyện gửi bằng thư từ; ca sĩ phải sáng tạo trong việc đưa bản demo vào tay người đưa ra quyết định cho công ty thu âm.
Bản demo của người sáng tác nhạc và nhà phát hành được thu âm với phần nhạc cụ đơn giản - thường thì chỉ có ghita thường hay piano, và ca sĩ Cả Elton John và Donovan đều có được kinh nghiệm trong studio từ rất sớm trong sự nghiệp của mình bằng cách thu âm các bản demo của nhà phát hành cho ca sĩ khác, vì quản lý của họ cũng điều khiển việc phát hành nhạc. Nhiều ban nhạc và ca sĩ đã ký hợp đồng thường thu âm các bản demo của bài mới trước khi thu âm cho album mới. Bản demo có thể cung cấp ý tưởng cho những người trong ban nhạc, hay để khám phá thêm những phiên bản khác của bài hát, hoặc là để nhanh chóng thu âm hàng loạt các bài và chọn ra được bài nào phù hợp nhất.
Bản demo thường được thu âm bằng những thiết bị bình thường như máy thu âm cassette có dạng "hộp micrô dài" (tiếng Anh:"boom box"), hay là một máy thu âm 4-phần hay 8-phần. Bản demo rất ít khi đến được công chúng, dù vậy vài ca sĩ cũng phát hành các bản demo gốc trong những album tổng hợp hay bộ hộp hiếm hoi. Vài bản demo khác đã được phát hành không chính thức dưới dạng các bản thu âm lậu, như Bản demo của Kinfauns của The Beatles. Vài ca sĩ khác đã phát hành chính thức các bản demo thành một album hay thành bản nhạc đi kèm album. Trong quá khứ đã xảy ra sự kiện một cuốn băng demo được rao bán trên eBay, trong đó có các bản nhạc bị rò rỉ lên Internet.
Trong thể loại nhạc underground, như nhạc noise, black metal hay punk, demo thường được các ban nhạc phân phối cho các fan hâm mộ theo kiểu tự phát hành.

## Những bản demo đáng lưu ý
- Demo album Nebraska của Bruce Springsteen được phát hành làm album cuối cùng của ban nhạc sau khi họ không còn hợp tác nữa.
- Christina Aguilera, Just Be Free.
- Emperor, Wrath of the Tyrant.
- Album đầu tay Fallen (2003) của Evanescence, chứa 5 bài (album có tổng cộng 11 bài) ở dạng demo (xem Evanescence/Đĩa nhạc).
- Foo Fighters, album Foo Fighters ban đầu là demo được trình bày hoàn toàn bởi ca sĩ/nhạc sĩ Dave Grohl, nhưng sau đó được phối lại thành album đầu tiên của họ.
- Bài hát "The Wind Cries Mary" của Jimi Hendrix trong album Are You Experienced? và nhiều tuyển tập khác.[cần dẫn nguồn]
- Album Milk and Honey của John Lennon cùng Yoko Ono chứa 2 bài demo chưa hoàn tất; "Grow Old With Me" của Lennon không thể hoàn tất vì cái chết của Lennon, và "Let Me Count The Ways" của Ono đã bị cố ý bỏ lại. (Cả hai bài đều lấy cảm hứng từ nhà thơ Robert Browning và Elizabeth Barrett Browning, họ là người Lennon và Ono ngưỡng mộ.)
- Mayhem, Pure Fucking Armageddon.
- Melvins, Mangled Demos From 1983.
- Metallica, No Life 'Till Leather.
- Mortal Sin, Mayhemic Destruction, sau cùng nó được phát hành làm album năm 1987 vì ban nhạc hài lòng với sản phẩm cuối cùng.
- Pete Townshend, Scoop.
- PJ Harvey, 4-Track Demos.
- Sarah MacLachlan, The Freedom Sessions.
- Sex Pistols, Spunk, ban đầu là mộtalbum lậu.
- The Beatles, Anthology được phát hành với nhiều bản demo.
- The Zombies, Zombie Heaven.
- Paramore, When It Rains.
- P.J. Proby đã làm ra nhiều bản demo cho Elvis Presley. So sánh bản demo của P.J. Proby với phiên bản "Fun In Acapulco" và "Slowly But Surely" của Elvis Presley.
- Album Underground 9.0 của Linkin Park chứa một vài bản demo của các ca khúc trong hai album Hybrid Theory và Meteora, ví dụ như Faint và Figure.09 (bản thu demo năm 2002).